# 헨리 베크먼

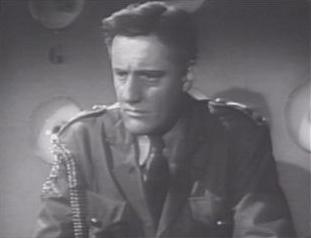

헨리 베크먼(Henry Beckman, 1921년 11월 26일 ~ 2008년 6월 17일)은 캐나다의 배우이다.
핼리팩스에서 태어났으며 바르셀로나에서 사망하였다.

## 출연 작품
- 씨크릿 라이프 (1998년)
- 전범자 (1993년)
- 다락방 남자 (1992년)
- 카우보이의 복수 (1991년)
- 바람둥이 길들이기 (1990년)
- 돈벼락을 맞은 남자 (1989년)
- 죽음의 추적자 (1981년)
- 브루드 (1979년)
- 더 파이팅 멘 (1977년)
- 실버 스트릭 (1976년)
- 철인들 (1969년)
- 레드 문 (1969년)
- 형사 마디간 (1968년)
- 특전 네이비 2 - 공군 조인 (1965년)
- 몬스터 가족 (1964년)
- 키스 미 스투피드 (1964년)
- 마니 (1964년)
- 벤 케이시 (1961년)

### 텔레비전
- 페리 메이슨 (1960-66)
- 딜론 보안관 (1962-74)
- 도망자 (1963-64)
- 페이튼 플레이스 - TV 시리즈 (1964-65)
- 서부를 향해 달려라 (1965-67)
- 아내는 요술쟁이 (1967-68)
- 아이언사이드 (1967-74)
- 보난자 (1968-71)
- 형사 Q (1977-83)